# Fair Antigua, We Salute Thee
Fair Antigua, We Salute Thee est l'hymne national de l'Antigua-et-Barbuda. Écrit par Novelle Hamilton Richards et composé par Walter Garnet Picart Chambers, il fut adopté en 1967 et fut conservé comme hymne national à l'indépendance en 1981. God Save the Queen est l'hymne royal de l'Antigua-et-Barbuda.

## Paroles
Fair Antigua and Barbuda
We thy sons and daughters stand
Strong and firm in peace or danger,
To safeguard our native land:
We commit ourselves to building
A true nation, brave and free!
Ever striving, ever seeking
Dwell in love and unity.
Raise the standard! Raise it boldly!
Answer now to duty call:
To the service of your country,
Sparing nothing giving all!
Gird your loins and join the battle
Gainst fear hate and poverty:
Each endeavouring, all achieving,
Live in peace where man is free!
God of nations, let thy blessing
Fall upon this land ours
Rain and sunshine ever sending
Fill her fields with crops and flowers:
We, her children do implore thee:
Give us strength, faith, loyalty:
Never failing, all enduring
To defend her liberty.

## Traduction en français
Juste Antigua-et-Barbuda
Nous tes fils et filles supportons
Forts et solides en paix ou danger,
A sauvegarder notre patrie natale ;
Nous commettons nous-mêmes à bâtir
Une vraie nation, brave et libre !
Jamais efforçant, jamais cherchant
Habitez en amour et unité.
Levez l'étendard ! Le levez hardiment !
Répondez maintenant à l'appel de devoir :
Au service de votre patrie,
En passant rien, donnant tous !
Ceignez vos reins et joignez la bataille
Contre crainte, haine et misère ;
Chacun efforçant, tous accomplissant,
Habitez en paix où l'homme est libre !
Dieu des nations, laissez ta bénédiction
Tomber sur cette patrie de nous
Pluie et soleil jamais envoyant
Remplissez ses champs avec récoltes et fleurs ;
Nous, ses enfants, te implorons :
Donnez-nous la force, la foi, la loyauté :
Ne jamais échouant, tous efforçant,
A défendre sa liberté.